# Hartmut Oßwald (Musiker)
Hartmut Oßwald, auch Hartmut Osswald (* 1964 in Rosenheim) ist ein deutscher Musiker (Saxophone, Bassklarinette) und Kulturorganisator, der vor allem in der saarländischen Jazzszene aktiv ist.

## Leben und Wirken
Oßwald, dessen Eltern aus dem Saarland stammen, wuchs in Völklingen auf, wohnte später in Püttlingen und besuchte ein Internat in Lebach. Mit zwölf Jahren spielte er Gitarre und nahm kurze Zeit Unterricht bei einem klassischen Gitarrenlehrer. Er absolvierte die Mittlere Reife und absolvierte bei seinem Großvater eine Ausbildung als Bauschlosser. Mit 19 Jahren zog er nach Saarbrücken, wo er seitdem lebt. Er holte das Abitur nach und kam mit der dortigen Musikszene und dem Jazz in Kontakt. Nach dem Wechsel zum Saxophon folgten Workshops bei Wollie Kaiser und die Arbeit in Bands wie Global Visions oder das Saxofon-Quartett Reedrunners. Nach dem Abbruch eines Geographie-Studium begann er ein Saxophon-Studium am Luxemburger Konservatorium. 
In den 1990er-Jahren arbeitete Oßwald im St. Ingberter Café K, was zur Tätigkeit als Kultur-Organisator führte; das Café K spielte eine Rolle bei den Anfängen des Internationalen Jazzfestivals St. Ingbert. Von 1994 bis 1998 arbeitete Oßwald im Festival-Team, unter seiner Ägide kamen Stars wie John Lurie, Don Cherry oder Ginger Baker nach St. Ingbert. Ende des Jahrzehnts erlitt er einen epileptischen Krampfanfall, im Zuge dessen er nicht mehr Auto fahren durfte und begann, als professioneller Musiker zu arbeiten. In den folgenden Jahren spielte er als Sideman in den Bands von Christof Thewes, wie der Gulden/Thewes Little Big Band, ab 2002 mit dem Christof Thewes Quartet und dem Undertone Project, mit denen mehrere Alben entstehen. Außerdem arbeitet er in eigenen Projekten wie dem Dada-Performance-Kollektiv Quatre Marteaux mit Élodie Brochier, Daniel Prätzlich, Geoffroy Muller und Pascal Zimmer, sowie dem freien Improvisationstrio Autochthon mit Stefan Scheib und Wolfgang Schliemann. Außerdem gründete er 2019 das FreeJazzSaar Orchester mit 16 Musikern aus der Region. Weiterhin unterrichtet er und arbeitet in der Organisation des Festivals „Sommernachtstrauma“.

## Diskographische Hinweise
- Christof Thewes Undertone Project: Lost Brain (JazzHausMusik, 2004)
- Christof Thewes Undertone Project: Bilder einer Ausstellung  (JazzHausMusik, 2006)
- Christof Thewes Undertone Project: Rare Melodies (JazzHausMusik, 2008)
- Quatre Marteaux: Knup Si Ton Daed (gligg records, 2012)
- Christof Thewes Quartet: SurRealBook A (gligg Records, 2016)
- Autochthon: A (Creative Sources, 2017), mit Stefan Scheib, Wolfgang Schliemann